# Ходынская, Людмила Викторовна
Людмила Викторовна Ходынская (урожд. Адамова) — современная русская поэтесса, родилась в Москве. Член Всемирной ассоциации писателей «Международный ПЕН-клуб». 
Автор двух книг стихотворений: «Маскарад близнецов », Русский Гулливер , Москва, 2008, 
и «Kenmerken van het moment », Chodynskaja Ljoedmila, Gedichten, Pegasus, 2012, Amsterdam, Nederland  / книга стихотворений «Свойства мгновения» на нидерландском языке в переводе Виллема Г. Вестстейна (Willem G. Weststeijn); с иллюстрациями художника Игоря Ганиковского.
Также, стихи Л. Ходынской многократно публиковались в российских и зарубежных поэтических антологиях и литературных журналах.
Поэтику Л. Ходынской отличают ритмическая вариативность стиха, виртуозная музыкальная игра слова, метафоричность и оригинальная поэтическая самобытность (о поэзии Людмилы Ходынской написало издательство «Русский Гулливер» в книге Маскарад близнецов).

Эсперанто звёзд — такое определение поэзии Людмилы Ходынской дал учёный-славист, доктор литературоведения, глава кафедры славистики Университета Амстердама (UvA), профессор Виллем Г. Вестстейн (Willem G. Weststeijn, Нидерланды) в предисловии к книге стихов поэтессы «Маскарад близнецов» (2008 г.)

## Биография
Окончила Литературный институт им. А. М. Горького, факультет поэзии в 1990 год.
Несмотря на многочисленные поэтические выступления Л. Ходынской с 1982 года на разных поэтических подиумах Москвы (например такие из них как: Центральный Дом Литераторов  в 1985 г., галереея Марс в 1989 и др.), первая её поэтическая публикация состоялась в 1988 году в ташкентском литературном альманахе «Молодость» (№ 21), под её фамилией рождения Адамова, в совместной подборке с поэтами Аркадием Драгомощенко, Алексеем Парщиковым, Дмитрием Приговым.
В числе многих теле- и радиовыступлений в России и в Европе, она выступала с чтением своих стихов и участвовала в программе радио БиБиСи «Понятие 'Истэблишмент' в мировой современной литературе» (Лондон, март 1991).
Л. Ходынская работала редактором в московских издательствах «Книга», «Атриум» и др. в период с 1986 по 1992 годы. Литературным консультантом в амстердамских издательствах «Пегас» и «Библиотека всемирной литературы», 1996—2000 годы (Нидерланды).
Автор, участник и координатор проекта «Нидерландско-русские Поэтические Салоны Людмилы Ходынской в Амстердаме » 1997—2000 г.г. / Nederlands-Russische Poёzie Salons van Lijdmila Chodynskaija in Amsterdam — в ознаменование 300-летия связей между Голландией и Россией, при поддержке Министерства Культуры Нидерландов, Королевского Фонда Культуры, Амстердамского Фонда Искусств, Амстердамского Фонда Славянской Литературы и других фондов Нидерландов; приглашенные ею поэты и художники из России : Г. Айги, А. Альчук, Б. Ахмадулина, И. Бурихин, Б. Мессерер, А. Парщиков, Д. Пригов, Л. Рубинштейн, Г. Сапгир, О. Седакова, А. Ткаченко и др.) выступали в совместных поэтических вечерах с нидерландскими поэтами .
В настоящее время Людмила Ходынская живёт в Москве и в Западной Европе; она читает лекции о современной русской поэзии и выступает с чтением своих стихов в западноевропейских университетах и на различных литературных подиумах. Она одна из создателей и участница Амстердамского клуба переводчиков, активно участвует в поэтических и художественных перформансах, например, в некоторых из таких как:
- «Word in image — Image in word», дек. 2006 — янв. 07, ARTTRA Gallery, Амстердам, участие в коллективной экспозиции визуальной поэзии «Изображение в слове — Слово в изображении», посвященной Велимиру Хлебникову, галерея АРТТРА, Амстердам, совместно с голландскими художниками Rik Lina и Jens Bommezij, с участием поэта Алексея Парщикова
- «KlankKleur Festival» 2 июня 2007, Uilenburger 17 eeuw Synagoge, Amsterdam / поэтический перформанс на музыкальном Фестивале «Звук и Цвет» , Зал Уиленбургер XVII века Синагоги, Амстердам, Нидерланды
- Хаус-концерт «Русская музыка и поэзия» 17 июня и 12 дек 2007, Амстердам, Нидерл. — поэтические перформансы совместно с виолончелистом Владисл. Варенбергом (Роттердамский Государств. Оркестр Нидерландов п/у Гергиева) и нидерландской пианисткой Сарой Кромбах
- Поэтическое выступление и презентация новой книги стихов «МАСКАРАД БЛИЗНЕЦОВ» на международной литературно-научной конференции «Мерцающий авангард», 22 апреля 2008, Университет Амстердама, Нидерланды
- Поэтическое выступление и презентация новой книги стихов «Kenmerken van het moment» 18 окт. 2012 во фламандском Университете, в Бельгии (Leuven University, Centrum voor Russische Studies, Belgium)
- Поэтический перформанс 29 марта 2014 в амстердамском поэтическом театре «Другие»

- Выступление в культурном центре 23 марта 2018, Амстердам, Нидерланды

Людмила Ходынская — одна из основателей (1995) московского издания «Газета ПОэзия», издатель и арт-директор 1-го номера издания , преобразованного в 2000-м году в «Журнал ПОэтов». В прошлом заместитель главного редактора.
Инициатор создания поэтической группы ДООС 1988 г. («Добровольное общество охраны стрекоз»), одна из её трёх создателей и автор девиза группы «Ты всё пела — ЭТО дело!». Именно по её инициативе три поэта (Кедров, Кацюба, Ходынская) начали публиковаться («Советская литература», 1989, 1990) и выступать, как группа поэтов под названием «ДООС» в Манеже, в выставочном зале на Каширке, в ДК Курчатова и др. Однако, после 1995 года, Людмила Ходынская считает группу ДООС более не существующей из-за возникших глубоких эстетических и личностных разногласий с двумя вышеупомянутыми поэтами  и утверждает, что все её проекты как в России, так и за рубежом, имеют чисто индивидуальный авторский характер и не имеют никакого отношения ни к Константину Кедрову, ни к кому-либо и чему-либо связанному с ним.
Поэзия Людмилы Ходынской также публиковалась за рубежом в переводах на английский, голландский, французский, финский и болгарский языки.
Л. Ходынская переводит иностранную поэзию на русский язык. Её переводы публиковались в книге стихов «Вена» современного голландского поэта Коос Далстра (половина стихов в книге переведена Л.Ходынской и другая половина Д. А. Приговым; изд-во «Пегас», Амстердам, 1998 / Koos Dalstra, «Vienna», «Pegasus», Amsterdam, 1998… ISBN 90-6143-271-5 Её переводы
из современных голландских поэтов Тона Латауэрса / Ton Latauwers, Яаапа Блонка / Jaap Blonk и классика фламандской поэзии начала XX века Пауля фан Остайна / Paul van Ostaijen опубликованы в российских изданиях.

### Книги стихотворений
- «Маскарад близнецов»] с двумя предисловиями: поэта Алексея Парщикова и слависта, профессора Университета Амстердама Вилема Вестстейна / Willem G. Weststeijn. Русский Гулливер, 2008, Москва. ISBN 978-5-91627-004-4
- «Kenmerken van het moment», Chodynskaja Ljoedmila, Gedichten, vertaling: Willem G. Weststeijn; illustraties Igor Ganikowskij. Pegasus, 2012, Amsterdam, Nederland. ISBN 9789061433651 / Сборник стихотворений «Свойства мгновения», перевод на нидерландский язык: Виллем Г. Вестстейн, иллюстрации: Игорь Ганиковский. Издательство Пегас, 2012, Амстердам, Нидерланды  Презентация книги

### Антологии
- «Самиздат века» (Москва, 1997), ISBN 5-89356-004-3
- «Московская муза 17-XXI век» (Москва, «Искусство» 1998 и 2004), ISBN 5-210-01371-5
- «Зеркало русской поэзии c XII по XX век» / «Spiegel van de Russische poёzie 12-20 eew», Амстердам / Amsterdam, «Meulenhoff», 2000, ISBN 90-290-6635-0 / CIP / NUGI 310,
- «Современная русская литература 1985—1995. Хрестоматия» — учебник Министерства Образования Российской Федерации / Астраханского Государственного Педагогического института для средней школы и Университетов. Изд-во Педагогического института, Астрахань — 1995. ISBN 5-88200-163-3.

### Журналы
- «Slavische Literatuur Tijdschrift», L. Chodynskaja, Amsterdam, Nederland, N. 56, 2010) — публикация подборки стихотворений из сборника «Маскарад близнецов» в переводе на нидерландский язык Виллемом Г. Вестстейном (Willem G. Weststeijn) в амстердамском (Нидерланды) литературном альманахе «Славянская литература» номер 56, 2010, с предваряющей публикацию статьёй Дениса Иоффе о сборнике Л. Ходынской «Маскарад близнецов»